# Mark Bastl
Mark Bastl (Ollon, 30 novembre 1980) è un ex hockeista su ghiaccio svizzero con cittadinanza statunitense professionista che gioca nel ruolo di centro. È il fratello del tennista George Bastl.

## Carriera
Mark Bastl, nato a Villars-sur-Ollon, iniziò la propria carriera nel Lausanne Hockey Club, club di LNB, per il quale fece il suo debutto nella stagione 1999-00. In seguito a questa esperienza decise di provare in un campionato nordamericano, giocando dapprima in USHL nei Chicago Steel nella stagione 2000-2001 e in seguito nei Findlay Oilers, nella NCAA, dove giocò tre stagioni. Fece il proprio ritorno in Svizzera nella stagione 2004-05, firmando con l'SCL Tigers, club della LNA, per il quale giocò per un anno. Nella stagione successiva si trasferì nell'SC Bern, dove giocò facendo la spola tra Berna e HC Martigny, al tempo farm team dei bernesi.
Dopo aver giocato nella stagione seguente per l'Hockey Club Fribourg-Gottéron, Mark Bastl si trasferì nello ZSC Lions, con cui firmò un contratto valido a partire dalla stagione 2007-08. Nella stessa stagione vinse con il club zurighese il titolo svizzero, mentre nella stagione seguente vinse la prima edizione della Champions Hockey League, battendo in finale il Metallurg Magnitogorsk, club della KHL. Il contratto con i ZSC Lions scade nel 2013.
Nella primavera del 2015 Bastl lasciò Zurigo per trasferirsi all'HC Ambrì-Piotta con un contratto biennale.

## Palmarès

### Club
- Campionato svizzero: 3

 ZSC Lions: 2008-2009, 2011-2012, 2013-2014
- Champions Hockey League: 1

 ZSC Lions: 2008-2009
- Victoria Cup: 1

 ZSC Lions: 2009